# 1633 en science
| Années de la science : 1630 - 1631 - 1632 - 1633 - 1634 - 1635 - 1636    |
| Décennies de la science : 1600 - 1610 - 1620 - 1630 - 1640 - 1650 - 1660 |

Cet article présente les faits marquants de l'année 1633 en science.

## Événements
- 13 février : Galilée, alors âgé de 70 ans, est arrêté par l'Inquisition à Rome[1].
- 12 avril : début du procès de Galilée[1].
- 22 juin, couvent dominicain de Santa-Maria : Galilée est condamné à la prison à vie par le tribunal de l’Inquisition (Saint-Office),  (peine immédiatement commuée en résidence à vie par Urbain VIII) ; il renie ses idées coperniciennes qu'il avait développées dans le dialogue sur les deux grands systèmes du monde[1]. Il est placé en résidence surveillée à Sienne (2 juillet) puis dans la villa d’Arcetri (décembre), d’où il publie les Discours et Démonstration mathématiques sur les deux sciences nouvelles qui traitent de la mécanique et des mouvements locaux (1638)[2]. Après avoir renié ses convictions scientifiques et en particulier le fait que la terre tourne sur elle-même et autour du Soleil, Galilée aurait murmuré "Et pourtant elle tourne" (E pur si muove!). L’Église reconnaîtra les erreurs de la plupart des théologiens en 1992, lors de la conclusion des travaux de la commission d'étude de la controverse ptoléméo-copernicienne (voir repentance de l'Église catholique).
- 3 novembre : à Deventer en Hollande, René Descartes ayant appris la condamnation de Galilée, écrit à Mersenne  pour l'informer qu'il renonce à publier son Traité du monde et de la lumière, qui ne paraît qu'en 1664[3].

- Création d'un observatoire à l'université de Leyde[4].

## Publications
- Paul Guldin : Problema geographicum de discrepantia in numero ac denominatione dierum, quam qui orbem terrarum contrariis viis circumnavigant, et inter se et cum iis qui in eodem loco consistunt, experiuntur, Vienne, 1633 ;
- Metius :
  - Opera astronomica, Amsterdam, 1633,
  - Manuale arithmeticae & geometricae…, 1633,
- Samuel Marolois :
  - (la)  Perspectiva theoretica ac practica: hoc est, opus opticum absolutissimum, chez Iansson, 1633, éditée par Hans Vredeman de Vries [lire en ligne (page consultée le 15 octobre 2010)],
  - (la) Fortificationis sive artis muniendi pars 2, publié en 1633 chez Iansson [lire en ligne (page consultée le 15 octobre)],
- Angelo Sala : Hydrelaeologia, Rostock, 1633 ;
- Sturmius : De accuratâ circuli dimensione et quadralurâ, cum sylvulâ épigrammatum, aenigmatum, etc. Louvain, in-4°. Un ouvrage sur la quadrature du cercle.

## Naissances

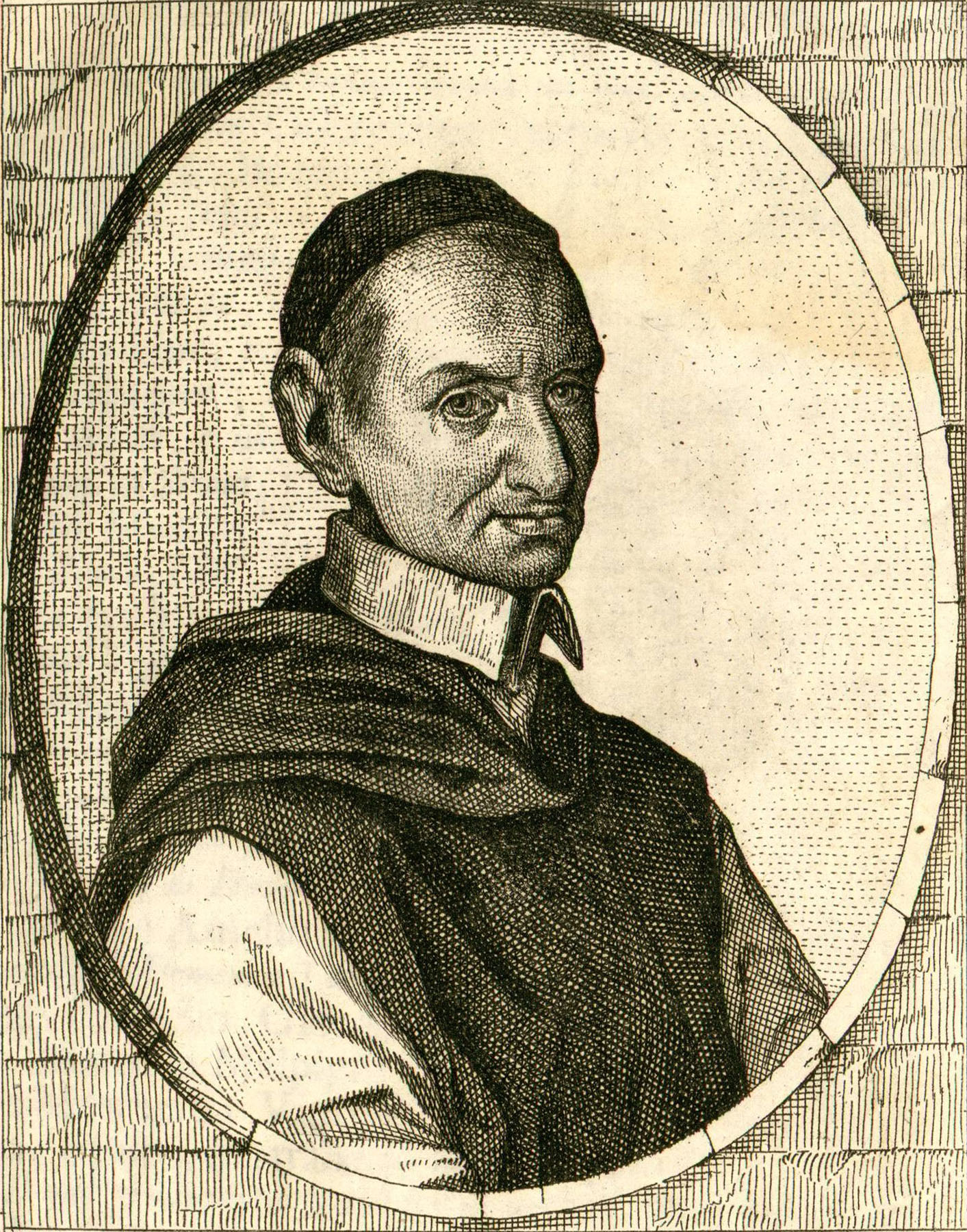
Paolo Silvio Boccone

- 17 mars : Alessandro Marchetti (mort en 1714), poète, scientifique et érudit italien.
- 24 avril : Paolo Silvio Boccone (mort en 1704), botaniste italien.
- 1er juin : Geminiano Montanari (mort en 1687), astronome et fabricant de lentilles italien.
- 3 novembre :
  - Noël Chomel (mort en 1712), agronome, encyclopédiste et auteur français.
  - Bernardino Ramazzini (mort en 1714), médecin Italien.

## Décès
- 2 février : Juan de Pablo Bonet (né en 1573), espagnol, l'un des pionniers de l'éducation oraliste des sourds.
- 3 avril : Bernhard Paludanus (né en 1550), médecin et collectionneur néerlandais.
- Été : Charles Le Pois (né en 1563), médecin français.
- 26 décembre : Jakob Bartsch (né en 1600), mathématicien, astronome et médecin allemand.